# 어불도
어불도(於佛島)는 전라남도 해남군 송지면 어란리에 위치한 섬으로, 육지에서 약 1 km 떨어져 있다. 패총이 발견되어 삼국시대 이전부터 사람이 거주하였을 것으로 추정된다.